# Temple de Jabung
Le temple de Jabung est un temple bouddhiste du XIVe siècle datant de l'ère Majapahit, situé dans le village de Jabung Sisir, dans la région de Paiton, au district de Probolinggo, Java oriental, en Indonésie. Le temple est en brique rouge et mesure 16,20 mètres de haut. Le temple fut mentionné dans le livre Nagarakertagama, puis visité par le roi Hayam Wuruk pendant sa tournée royale à travers le Java oriental en 1359. Ce dernier est aussi mentionné dans le livre Pararaton en tant que Sajabung, un temple mortuaire de Bhre Gundal, un membre de la redevance de Majapahit.

## Architecture
Le style architechtural de ce temple est similaire au temple de Bahal, au Padang Lawas, en Sumatra du Nord.
L'ensemble du temple mesure 35 x 40 mètres. De dernier a subi une restauration entre 1983 et 1987, et le terrain du temple fut agrandi de 20 042 mètres carrés avec une hauteur de 8 mètres au-dessus du niveau de la mer. Le complexe abrite deux structures ; un temple principal et une plus petite structure appelée "Candi Sudut" (temple du coin) situé au sud-ouest de la structure principale. Le temple fut basiquement construit avec des matériaux de très bonne qualité. Certaines parties sont décorées avec des Bas-relief.
Le temple principal mesure 13,13 mètres de large et 9,60 mètres de long avec une hauteur de 16,20 mètres. Le temple de Jabung est orienté vers l'ouest avec la partie ouest qui détient des escaliers qui mènent à la chambre principale. Le temple anglé "Candi Sudut" mesure à lui 2,55 mètres de large et 6 mètres de haut. Cette structure n'est pas réellement un temple mais juste une tour.
Le temple principal comporte quatre parties: 
1. batur (plateforme du temple)
2. La base du temple
3. Le corps (structure principale) du temple
4. Le toit du temple

## Description

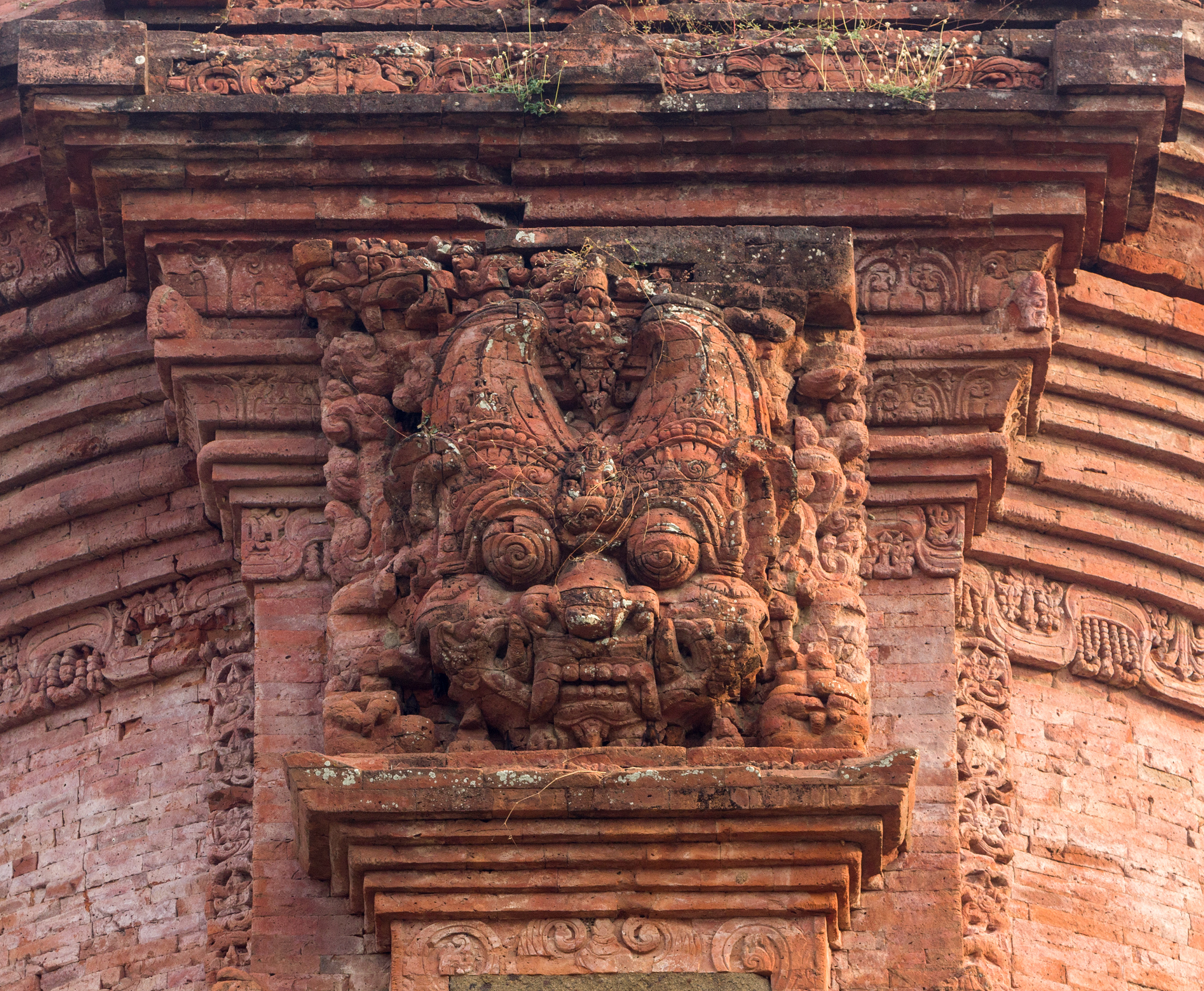
Détail de la tête de Kala sur la partie supérieure de la niche

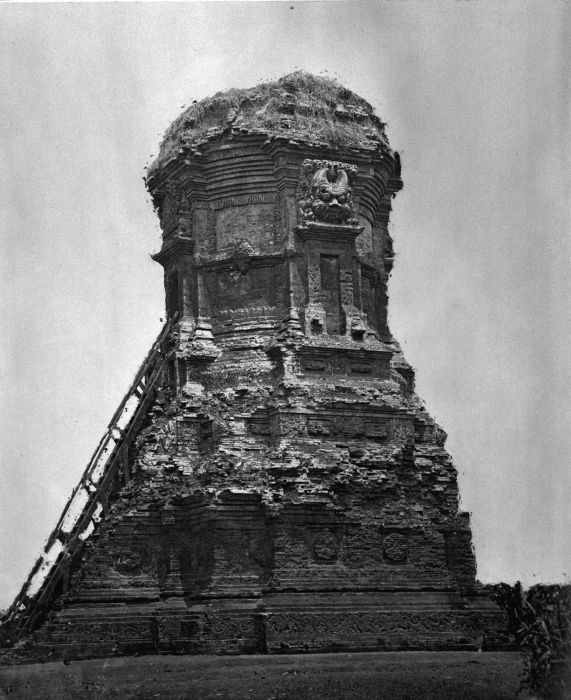
Temple de Jabung en 1866

### Plateforme basse
Batur ou plus simplement la plateforme basse mesure 13,11 mètres de long et 9,58 mètres de large. Sur cette plateforme, il y a un chemin étroit entourant le temple et décoré à l'aide de nombreux panneaux plats qui décrivent la vie de tous les jours tels que :
- Un Ermite portant un turban en compagnie de ses disciples.
- Deux hommes proches d'un puits, un de ses hommes tient la corde du seau.
- Deux lions s'observant l'un et l'autre.

Entre ces panneaux, il y a de nombreux petits panneaux de forme de médaillons, cependant, ces derniers sont déjà cassés en partie.

### Base du temple
Le temple repose sur une structure rectangulaire avec la partie ouest possédant des escaliers. Il y a aussi deux niches vides mesurant 1,30 mètre chacune. La base du temple se compose de deux plateformes rectangulaires superposées entre-elles.
1. Il y a le pied inférieur qui mesure 0.6 mètre de haut et qui est décoré par des panneaux en forme de médaillons qui représentent soit des humains, des animaux ou des plantes.
2. Il y a aussi le pied supérieur  qui repose sur le pied inférieur et qui est décoré avec des motifs de lotus (padma). Certaines des parties verticales mesurent un demi-mètre et sont décorées avec des ornements de la tête de Kala ou tout simplement de feuilles.

### Structure du temple
Sur les murs du temple, de nombreuses images gravées d'humains, de maisons et de plantes sont visibles. Sur le coin sud-est, on y voit une femme pêchant un poisson géant. En Hindouisme, la scène vient du conte de Sri Tanjung, parlant de la loyauté et de la fidélité d'une femme. Le Bas-relief de Sri Tanjung est aussi présent dans le temple de Penataran, à Blitar, Surawana à Kediri, et à la porte de Bajangratu à Trowulan. Derrière la porte principale, on y trouve une chambre (garbagriha) mesurant 2,60 x 2,58 mètres et 5,52 mètres de haut.

### Toit
La majorité du toit est manquante. Avec les données des parties restantes, les experts ont émis l'hypothèse que le toit était couronné d'une Stupa décorée à l'aide de motifs floraux.

## Localisation
Le temple est situé à 5 kilomètres à l'est de la ville de Kraksaan et à 500 mètres au sud-est de la piscine de Jabung Tirta.